# Verband Deutscher Zeitschriftenverleger
Der Verband Deutscher Zeitschriftenverleger (VDZ) war der Dachverband der Deutschen Zeitschriftenverleger. Der VDZ ist ein eingetragener Verein in Berlin. Er wurde 1949 unter dem Vorsitzenden Gisbert Hennessen und dem Geschäftsführer Norbert Meyer-Ibold gegründet. Ihm gehörten fünf Landesverbände an.  Im VDZ waren rund 500 Verlage organisiert, die zusammen mehr als 6.000 Zeitschriften verlegen. Von 1997 bis 2016 war Hubert Burda Präsident des Verbandes, ab 6. November 2016 Stephan Holthoff-Pförtner. Danach war das Präsidentenamt vakant, da Stephan Holthoff-Pförtner am 10. Juli 2017 aufgrund seiner Berufung als Staatsminister in die NRW-Landesregierung von seinem Amt zurückgetreten ist. Geschäftsführer war ab 2012 Stephan Scherzer. Ab 5. November 2017 war Rudolf Thiemann (Liboriusblatt) Präsident, er trat im November 2022 von seinem Amt zurück. Als Nachfolger wurde einstimmig Philipp Welte vorgeschlagen.
Seit dem 10. März 2022 firmiert der Verein unter dem neuen Namen Medienverband der freien Presse.

## Geschichte
Im Jahr 1929 wurde der Reichsverband Deutscher Zeitschriften-Verleger e. V. gegründet. 1949 gründete sich der Verband Deutscher Zeitschriftenverleger (VDZ) als Zusammenschluss von fünf Landesverbänden. Im Jahr 2000 zog der VDZ aus der ehemaligen Bundeshauptstadt Bonn nach Berlin in das "Haus der Presse", wo er nun Sitz und Gerichtsstand hat.
Im Zuge der Nominierung von Stephan Holthoff-Pförtner (Miteigentümer der Funke Mediengruppe) für das Amt des VDZ-Präsidenten kam es im VDZ zu Diskussionen.
Mitte November 2016 kündigten Gruner + Jahr, die Media Group Medweth, der Spiegel-Verlag und der Zeitverlag ihre Mitgliedschaft im 'Fachverband Publikumszeitschriften' des VDZ.

## Aufgaben
Ziel ist es, die Zeitschriftenverleger in der Erfüllung ihrer wirtschaftlichen, kulturellen und berufsständischen Aufgaben zu vertreten und zu fördern. Er vertritt die Zeitschriftenverlage in der Öffentlichkeit wie auch gegenüber Bundesregierung, Parlament und Behörden sowie europäischen Institutionen. Er kümmert sich um die Ausbildung des Nachwuchses in den  Zeitschriftenverlagen, erstellt Rechtsgutachten, erteilt Auskünfte und widmet sich der Pflege internationaler Beziehungen.
Als Arbeitgeberverband führt der VDZ im Namen und Auftrag seiner Landesverbände bundesweit Tarifverhandlungen für Redakteure und berät die Verlage bei Tarifanwendungen.
Im Jahr 1993 gründete der Verband mit der VDZ Zeitschriftenakademie eine eigene Weiterbildungseinrichtung. Ihr Auftrag ist die Qualifizierung der Mitarbeiter aller dem Verband angeschlossenen Verlage.
Im Jahr 2008 gründete der Verband die Deutschlandstiftung Integration. Die Stiftung mit Sitz in Berlin will „Toleranz und Austausch zwischen Menschen mit unterschiedlichem nationalen, kulturellen und sozialen Hintergrund“ fördern.
Über 300 ehrenamtlich tätige Experten aus Mitgliedsverlagen arbeiten in Arbeitsgruppen, Ausschüssen und in der Aus- und Fortbildung zur Verfügung. Mit der politischen Lobbyarbeit für die Arbeitgeberseite bemüht er sich um optimale Rahmenbedingungen. Informationsdienste halten die Mitglieder über aktuelle Themen, Entwicklungen der Branche sowie über die Aktivitäten des Verbandes auf dem Laufenden.

## Wirtschaft

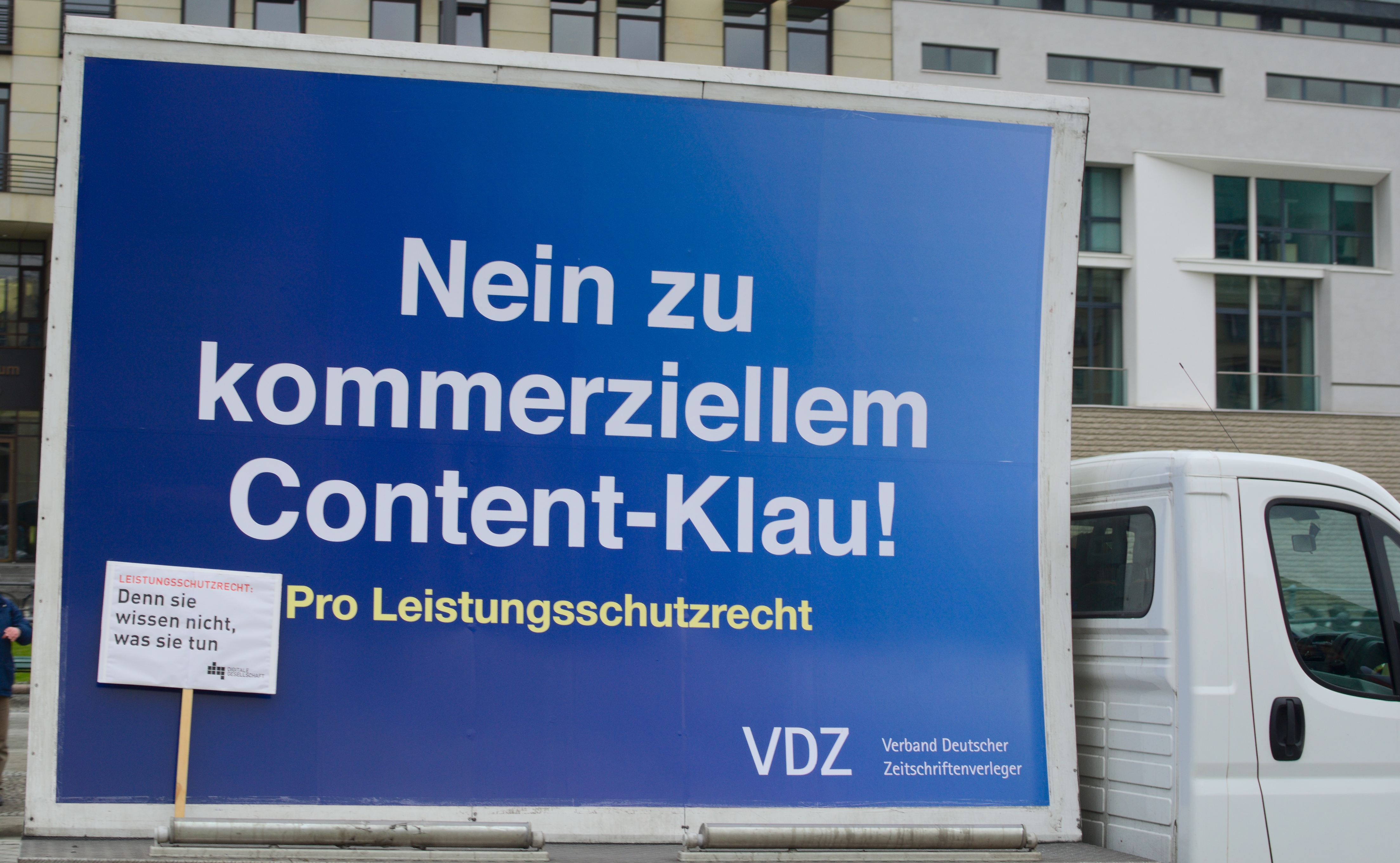
Plakat des VDZ für das Leistungsschutzrecht für Presseverleger (mit Gegenplakat), 2013

Als Wirtschaftsverband beteiligt sich der Verband auf deutscher und europäischer Ebene an der Gestaltung der wirtschaftlichen Rahmenbedingungen der Zeitschriftenverleger. Der VDZ sorgt dafür, dass die Belange der Zeitschriftenverleger in Gesetzen und Verordnungen berücksichtigt werden und in der Zusammenarbeit mit den Marktpartnern Brancheninstrumente, betriebswirtschaftliche Standards und Verfahren zur Leistungsmessung entwickelt werden.
Der VDZ setzt sich politisch für das Leistungsschutzrecht für Presseverleger ein.
Der Verband verhandelt mit der Deutschen Post über angemessene Produkte und Preise beim Postvertrieb.
Außerdem ist er Teil des Gesellschafterkreises der 1949 gegründeten Presse-Versorgung, einer Versorgungseinrichtung für Journalisten und Medienfachleute.

## Mitgliedsverbände
- Verband der Zeitschriftenverlage in Bayern
- Verband der Zeitschriftenverleger Berlin-Brandenburg
- Verband der Zeitschriftenverlage Nord
- Verband der Zeitschriftenverlag in Nordrhein-Westfalen
- Südwestdeutscher Zeitschriftenverleger-Verband

## Mitgliedschaften
- Netzwerk Europäische Bewegung
- Welt-Verlegerverband Fédération Internationale de la Presse Périodique